# Клаус Слутер
Клаус Слутер (хол. Claus Sluter; Харлем, око 1340/50 — Бургундија, између 24. септембра и 30. јануара 1406) био је холандски вајстар. Слутер је био утицајни мајстор раног холандског вајарства. Слутер се удаљио од тада доминирајућег француског укуса стварајући веома личне монументалне вајарске форме које карактерише један духовни реализам. Имао је велики утицај на сјеверноевропске вајаре и сликаре у XV вијека.
Рођен половином 14. вијека, Слутер је познатији по свом раду и дјелу него по подацима о свом животу. Сматра се да је он био Клаус де Слутере ван Херлам (Харлем), ког се налази у биљешкама удружења каменорезаца у Бриселу из око 1379. године. Из архиве војводства је познато да је 1385. године приступио услузи Филипу II Смјелом, војводи Бургундије, који је био владар Низоземске и регент Француске посљедњих деценија 14. вијека. Филип Смјели је основао картезијански манастир у Шамолу у Дижону 1389. године и претворио је њену капелу у династички маузолеј украшен Слутеровим скулптурама. 

## Дјело
Све преостале Слутерове скулптуре су рађене за Филипа Смјелог. Двије композиције се још увијек могу наћи у Шамолу: у једној двије фигуре на централном стубу који дијеле портал капеле показују војводу и војвоткињу које њихови покровитељи, св. Јован Крститељ и св. Катарина, представљају Богородици и Исусу; Па Мојсијев у клаустру надграђен је групом светаца пророка који предсказују Христову голготу. Друго Слутерово нестало дјело је властити надгробни споменик војводе, који се некада налазио у капели Шамола али је касније премјештен у Музеј лијепих умјетности у Дижону и тамо поново склопљен.

### Гробница Филипа Смјелог
Слутерово посљедње очувано дјело, надгробни споменик Филипа II Смјелог, је прво наручен Жану де Марвилу који је одговоран само са аркадну галерију испод сепулкралне плоче рађену у црном мермеру из Динана. Четрдесет фигура висине 41 цм које је дизајнирао или исклесао Слутер, представљају „уплакану процесију”. Данас се све ове фигуре ту не налазе; три су изгубљене, три су у Музеју умјетности Кливленда, а једна је у приватној збирци у Француској. Оне ће касније послужити као модел Слутеровом нећаку Клаусу де Верву, Хуану де ла Уерти, и другим умјетницима који су израђивали гробнице широм Француске и шире. Слутер није измислио „уплакану процесију” нити је дизајнирао окружење за њу, али је представио фигуре као самосталне „плачљивце” а не као масу, тако да свака има свој посебан израз; неке отворено изражавају жалост, друге су уздржане, али су све одјевене у тешку вунену тунику која им покрива главе, које понекад окрећу у страну и покривају рукама лице како би сакрили своју жаљење. Овдје је Слутер успио да споји индивидуални израз исклесаних фигура са једним продуховљеним натурализмом.

## Спољаљшње везе
- Биографија Клауса Слутера на порталу Веб галерија умјетности